# フォーサイト (雑誌)
『Foresight』（フォーサイト）とは、新潮社によって運営されているウェブサイトである。
有料会員制の情報サイトであるが、一部、無料で読むことのできる記事・コンテンツもある。 世界のニュース、日本の政治経済の重要な動きに関する記事・コンテンツを月額800円（税込）で提供している。
日本マイクロソフト元社長で「HONZ」代表の成毛眞が、著書『情報の「捨て方」』で、「インテリジェンス（文字にはなってしまいますが、情報としての偏差値は高い）なのです。他者に差を付けたければ、絶対に読むべき媒体です」と評価した。
2017年4月より、安河内龍太に代わり、副編集長であった内木場重人が編集長に就任。2021年2月からは元「yom yom」編集長の西村博一が編集長に就任、西村も嘗て同誌の編集に携わっていた人物。

## 概要

### 沿革
1990年3月に、冷戦後の国際情勢と日本の政治経済の最先端の動きを伝える会員制クオリティ誌として創刊された（B5版）。1994年から1999年まで地球儀をキャンバスに世界情勢を描くインゴ・ギュンター（ドイツ語: de:Ingo Günther (Künstler)）のグラフィックが『フォーサイト』の表紙を飾った。2002年3月にA5変形版となる。2010年4月に休刊し、9月にオンライン化されてwebマガジンとなった。有料会員はこれまで掲載された1万本以上の記事すべてを読むことができる。

### 内容
2001年9月11日のアメリカ同時多発テロ事件以前にアルカイダのウサマ・ビンラディンをいち早く危険人物として紹介したり、早くからリーマン・ショックの引き金となったサブプライムローンに警鐘を鳴らすなど、紙媒体時代から、国際政治・経済に対する独自の情報・分析（記名記事が主）が強みである。基本的に平日毎日更新（年末年始は除く）だが、歴史・文芸的な連載記事は休日に更新されることもある。
記事・コンテンツは「記事」、「専門家の部屋」と一部それらに属さないものからなっていたが、2020年9月からアジアや北米と言った地域や政治やカルチャーといったカテゴリはあるものの各記事がより横断的なものとなっており、「専門家の部屋」が廃止になった。

Webマガジン化されてから会員の情報・意見交換のためのフォーラムである「Foresight Forum」があったが、2019年に廃止された。
一般的な記事とは別に不定期更新の「池内恵の中東通信」が2015年7月に設置されている。2021年3月からはニュースの深層と人事情報を扱う「IN-DEPTH&PERSONALS」が一般的な記事ながら別枠でも表示されている。

### メールマガジン
記事の更新について、週1回のメールマガジンが有料会員に送られる。

## 連載
- インテリジェンス・ナウ（春名幹男）
- 饗宴外交の舞台裏（西川恵）
- 国際人のための日本古代史（関裕二）
- 経済の頭で考えたこと（田中直毅）
- 深層レポート　日本の政治
- 中東―危機の震源を読む（池内恵）
- ヨーロピアン・ラプソディ（大野ゆり子）
- ブックハンティング・クラシックス
- 医療崩壊（上昌広）
- 新・日本人のフロンティア（北岡伸一）
- 「人手不足」と外国人（出井康博）
- 魂となり逢える日まで（寺島英弥）
- 国際政治論壇レビュー（細谷雄一）
- 「空気社会」中国を読み解く（宮本雄二）
- 「平和構築」最前線を考える（篠田英朗）
- ソウル打令2021（平井久志）
- 2030年の経営者たちへ（辻野晃一郎）
- 週末に読みたい海外メディア記事

他
これ以外に平井久志の北朝鮮情勢に関する記事は数回・数日に渡る分載となることが多い。

## 過去の連載
- 病気を治すのは「いのちの力」（髙本眞一）
- 「介護民俗学」へようこそ！（六車由実）
- 結婚と離婚の経済学（藤沢数希）
- 政治をゼロから考える（宇野重規）
- TPP反対論のデタラメを糺す（山下一仁）
- シリコンバレーからの手紙（梅田望夫）
- 追跡・アメリカの思想家たち（会田弘継）
- 遊んで暮らそう（成毛眞）
- 民族世界地図（浅井信雄）
- 世界政治のキーノート（田中明彦）
- グリーンライト＆レッドライト（マイケル・グリーン）
- クオ・ヴァディス きみはどこへいくのか？（徳岡孝夫）
- Nippon再生のためのサプリメント（大野ゆり子）
- 行き先のない旅（大野ゆり子）
- マネーの魔術史（野口悠紀雄）
- 日本人のフロンティア（北岡伸一）
- 堕ちゆく世界の迷走（青柳尚志）
- 国際論壇レビュー（会田弘継）
- 「遊民経済学」への招待（吉崎達彦）
- 軍事のコモンセンス（冨澤暉）
- 80時間世界一周（竹田いさみ）
- 世界で起こることはすべて、サッカーでも起こる（星野智幸）
- グローバル・ビジネスの新地政学（森山伸五）
- 「君主号」の世界史（岡本隆司）
- 悪党たちの中華帝国（岡本隆司）
- 灼熱　評伝「藤原あき」の生涯（佐野美和）
- 独選「大人の必読マンガ」案内（高井浩章）
- 新・マネーの魔術史：未来篇（野口悠紀雄）
- 信濃町ウォッチング
- 引き裂かれた時を越えて――「二・二六事件」に殉じた兄よ（寺島英弥）
- 米大統領選「突撃潜入」現地レポート（横田増生）
- アフリカ開発会議「TICAD」誕生秘録（白戸圭一）
- トランプ政権「閣僚・重要ポスト人名録」（足立正彦）
- 風の向こう側（舩越園子）

他短期集中連載含め多数
これ以外に平日毎日更新の記事として、トランプ「今日のつぶやき」が掲載されていた。翻訳と解説は藤原朝子。
また2017年12月から2021年1月まで不定期更新で「岩瀬昇のエネルギー通信」があった（現在は「岩瀬昇のエネルギーブログ」としてAmebloに再移動している）。

## 書籍化された連載
- 「民族世界地図」 (単行本から新潮文庫) （浅井信雄）
- 「宗教世界地図」 (単行本から新潮文庫) （立山良司）
- 「ジョークで読む国際政治」（新潮新書）（名越健郎）
- 「ワインと外交」（新潮新書）（西川恵）
- 「人間の浅知恵」（新潮新書）（徳岡孝夫）
- 「中東 危機の震源を読む」 (新潮選書) （池内恵）
- 「追跡・アメリカの思想家たち」 (新潮選書) （会田弘継）
- 「軍事のリアル」（角川新書）（冨澤暉）
- 「移民クライシス」（角川新書）（出井康博）
- 「君主号の世界史」（新潮新書）（岡本隆司）
- 「悪党たちの中華帝国」（新潮選書（岡本隆司）
- 「テロリストの誕生 イスラム過激派テロの虚像と実像」（草思社) （国末憲人）

他多数

## 紙媒体時代末期の発行部数
|        | 1〜3月    | 4〜6月    | 7〜9月    | 10〜12月  |
| ------ | --------- | --------- | --------- | --------- |
| 2008年 |           | 22,000 部 | 22,000 部 | 22,000 部 |
| 2009年 | 22,000 部 | 22,015 部 | 22,000 部 | 22,167 部 |
| 2010年 | 20,000 部 |           |           |           |